# Stora Mellösa
Stora Mellösa ein Ort (tätort) in der schwedischen Provinz Örebro län und der historischen Provinz Närke.
Der Ort liegt am „länsväg“ 207 etwa 15 Kilometer westlich vom Hauptort der Gemeinde Örebro. In der Nähe des Ortes befindet sich Schwedens viertgrößter See, der Hjälmaren. Bekannt ist auch die Steinsetzung Torshammarsbacken.
Stora Mellösa war von 1863 bis 1970 Sitz einer eigenen Gemeinde, der „Stora Mellösa landskommun“.

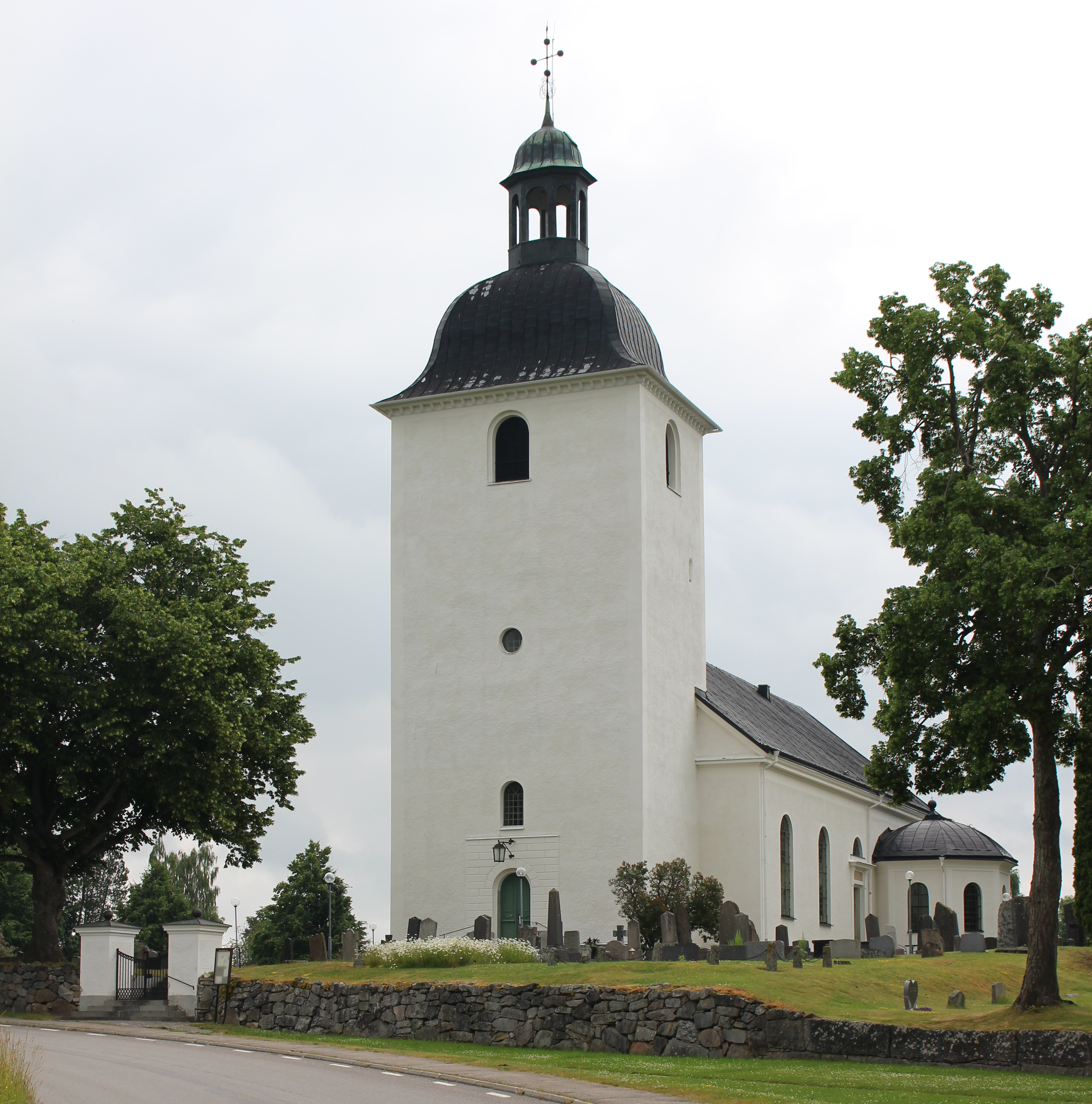
Kirche
Wappen der ehemaligen Gemeinde